# 香港志
《香港志》是一部自2019年開始編修的記載香港歷史的地方志，也是自1819年《新安縣志》後香港首部地方志和首部以香港冠名的地方志。全套《香港志》分為10個部類，分別為總述、大事記、自然、經濟、文化、社會、政治、人物、專記、附錄。全書共66卷54册，2500萬字。

## 歷史
2019年8月，团结香港基金牽頭成立香港地方志中心（Hong Kong Chronicles Institute），組建由學界、商界、專業界及政府代表組成的27人理事會。董建华担任理事会主席，林郑月娥、骆惠宁担任名誉赞助人，《香港志》主编为丁新豹、刘智鹏及刘蜀永。香港地方志中心設立執行委員會，陳智思出任主席。執行委員會下設編審委員會，編審委員會由28位香港學者組成，負責審閱《香港志》內容。李焯芬擔任編審委員會首席召集人。《香港志》每冊初步寫成時編輯要先內審，專家再外審，然後交由編審委員會審核定稿，並經理事會通過後才能出版。
2019年9月，首冊《香港志》正式開始編修。首冊《香港志》名為《總述 大事記》，共774页，記述新石器時代至2017年7月1日的香港歷史，當中罗列了六千多件香港大事。不過《總述 大事記》沒有提及晓士兵团，但是詳細描述东江纵队；只用52字描述林彬被炸死，也沒有提到香港機場核心計劃，並且將雨伞革命称之为「违法占领中环运动」。2020年12月底，首册《香港志》中文版由中華書局（香港）有限公司出版。2021年1月4日起，首冊《香港志》在聯合出版集團旗下書店發售。2022年7月27日，首冊《香港志》英文版出版。
2021年12月初，《香港志》三部专题志中的第一部《香港参与国家改革开放志》出版。《香港参与国家改革开放志》分为上下两册、共19章，共百万字，记述了1978年至2017年间香港與改革开放之間的關係。不過《香港参与国家改革开放志》沒有提到六四事件。
香港地方志中心預計《香港志》全书五十四册將於2027年完成编纂，並將於2032年出版全書英文版。